# Hiệp hội Trái Đất Kỹ thuật số Quốc tế
Hiệp hội Trái Đất Kỹ thuật số Quốc tế viết tắt theo tiếng Anh là ISDE (International Society for Digital Earth) là một tổ chức phi chính phủ phi lợi nhuận quốc tế hoạt động trong lĩnh vực thực hiện, nghiên cứu và quảng bá về khái niệm Trái Đất Kỹ thuật số (Digital Earth).
ISDE được thành lập năm 2011. ISDE được sự bảo trợ của UNESCO, và là thành viên chính của Các hiệp hội không gian địa lý quốc tế trong Ủy ban chuyên gia Liên Hợp Quốc về Quản lý thông tin Không gian Địa lý Toàn cầu (UN-GGIM, United Nations Committee of Experts on Global Geospatial Information Management).
ISDE là thành viên quốc gia của Hội đồng Khoa học Quốc tế (ISC) , và của Hội đồng Quốc tế về Khoa học (ICSU) trước đây. ISDE cũng là thành viên của Nhóm Quan sát Trái Đất (GEO, Group on Earth Observations).

## Xuất bản
ISDE xuất bản tạp chí International Journal of Digital Earth là tạp chí chính thức, là phản ứng đối với sáng kiến Digital Earth và tập trung vào các lý thuyết, công nghệ, ứng dụng và các tác động xã hội của Digital Earth.